# Bolbitiaceae
Bolbitiaceae is een botanische naam, voor een familie van schimmels. Het geslacht is beschreven door Rolf Singer en werd in 1948 voor het eerst geldig gepubliceerd.
Enkele soorten die in Nederland voorkomen zijn:
- Bleek breeksteeltje (Conocybe rickeni)
- Dooiergele mestzwam (Bolbitius titubans)
- Duinbreeksteeltje (Conocybe dunensis)
- Geringd breeksteeltje (Conocybe arrhenii)
- Izabelkleurig breeksteeltje (Conocybe albipes)
- Rafelig breeksteeltje (Pholiotina exannulata)

## Kenmerken
De meestal vrij kleine en soms zeer kortlevende vruchtlichamen zijn agaricoïde, dat wil zeggen dat ze een centraal gesteelde en glanzende of vaak hygrofane hoed hebben. Ze zijn meestal bruinachtig of geelachtig van kleur en kunnen soms blauw worden als ze worden aangeraakt. Een sluier is zelden aanwezig. De lamellen zijn gegroeid en lopen soms iets naar beneden of staan bijna vrij. Ze zijn bruin tot roodachtig van kleur. Gasteroïden of secotioïden en geleiachtige vruchtlichamen zijn zeldzame uitzonderingen. De hyfen hebben bij de meeste soorten gespen. De basidia zijn vaak kort en breed en één tot vier sporen. Sommige soorten hebben ook cystidia, die voornamelijk op de randen van de lamellen voorkomen, zeldzamer op het oppervlak. De sporenprint is roestbruin of tabaksbruin gekleurd. De basidiosporen worden normaal gesproken actief afgestoten (ballistosporen) en zijn meestal glad en zelden geornamenteerd. Ze hebben in de regel een duidelijke kiempore.

## Habitat
De familie komt wijdverbreid in veel soorten klimaten. De meeste soorten groeien op de grond, op rottend plantaardig materiaal of voeden zich met mest. Sommige soorten groeien in of op dierennesten. De meeste soorten komen voor in grasland, sommige worden gekenmerkt doordat ze goed zijn aangepast aan droogte.

## Geslachten
Volgens de Index Fungorum [18 februari 2009] bestaat de familie uit de volgende 22 geslachten: Acetabularia, Agrogaster, Bolbitius, Conocybe, Cyttarophyllopsis, Cyttarophyllum, Galerella, Galeropsis, Gastrocybe, Gymnoglossum, Pholiotina, Pluteolus, Psammomyces, Pseudoconocybe, Ptychella, Rhodoarrhenia, Setchelliogaster, Tubariella, Tubariopsis, Tympanella en Wielandomyces.